# Craspedoma hespericum
Craspedoma hespericum é uma espécie de gastrópode da família Cyclophoridae.
É endémica de Portugal.